# Brand’s Hotel

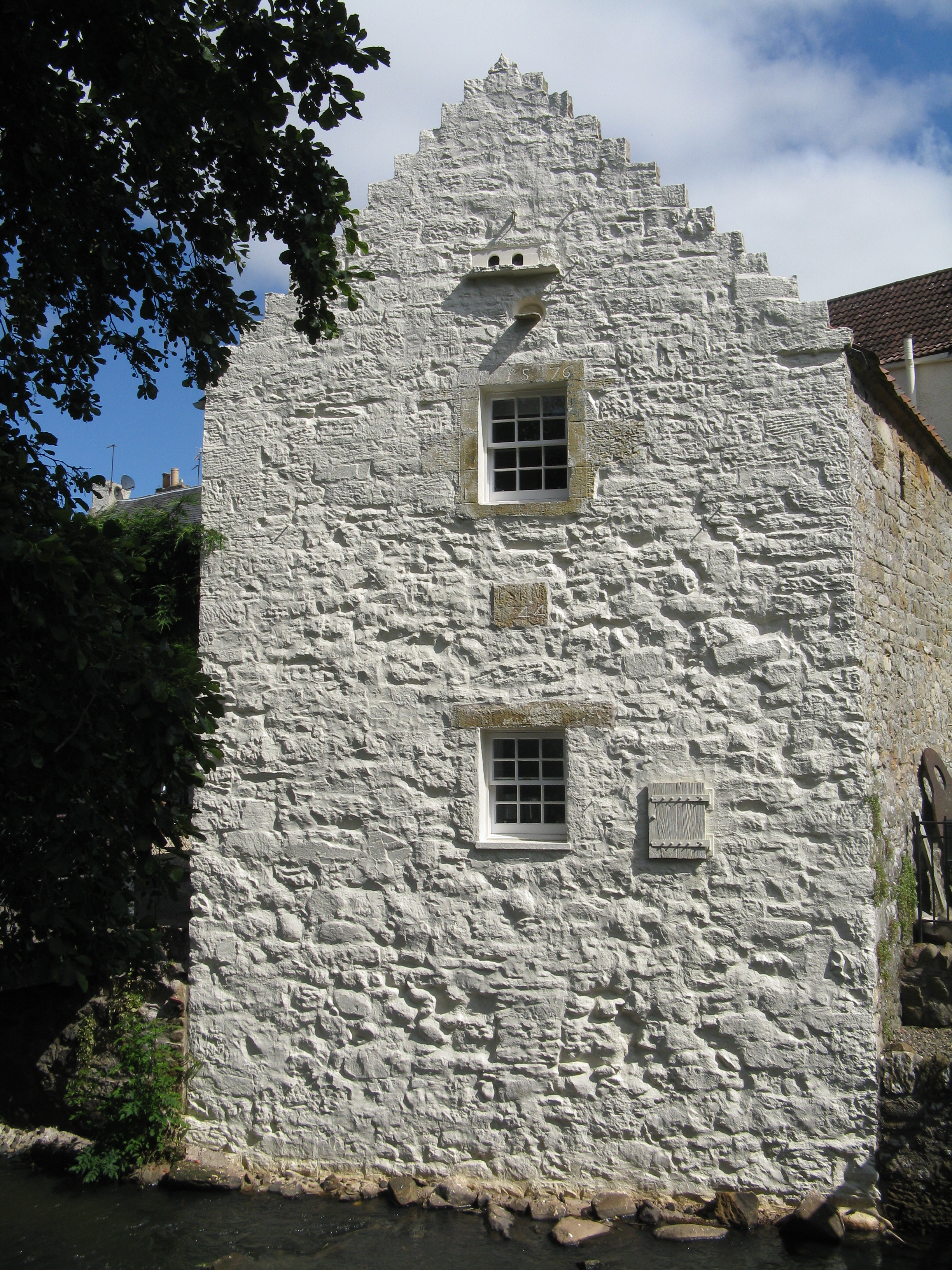
Rückwärtiges Gebäude des Brand’s Hotels

Das Brand’s Hotel ist ein ehemaliges Hotel in der schottischen Ortschaft Ceres in der Council Area Fife. 1972 wurde das Bauwerk als Einzeldenkmal in die schottischen Denkmallisten in der Kategorie B aufgenommen. Das zugehörige rückwärtige Gebäude wurde zur selben Zeit als Denkmal der höchsten Kategorie A klassifiziert.

## Geschichte
Das Gebäude von Brand’s Hotel wurde im 17. Jahrhundert erbaut. Im Laufe des 19. Jahrhunderts wurde ein Anbau hinzugefügt. Im Laufe der Jahrhunderte wurde das Gebäude mehrfach überarbeitet. Bei dem rückwärtigen Gebäude handelte es sich ursprünglich um eine Mühle, die 1744 errichtet wurde. Im 19. Jahrhundert wurde sie als Kornspeicher genutzt.

## Beschreibung
Das Brand’s Hotel steht im Zentrum von Ceres neben dem Fife Folk Museum. Rückwärtig verläuft der Bach Ceres Burn. Das Mauerwerk der Gebäude besteht aus Bruchstein mit Natursteineinfassungen. In den Hang gebaut, ist das Hotel straßenseitig ein-, an der Rückseite hingegen zweistöckig. Der Anbau mit schiefergedecktem Schleppdach stammt aus dem frühen 19. Jahrhundert. Das abschließende Satteldach ist mit Dachpfannen eingedeckt.
Am rückwärtigen Gebäude sind die Jahresangaben 1744 und 1776 zu finden. An der Ostseite befindet sich ein Anbau, der nur kurze Zeit nach dem Bau hinzugefügt wurde. Das Satteldach des zweistöckigen Gebäudes ist mit Dachpfannen eingedeckt. Der westexponierte Giebel ist als Staffelgiebel gestaltet.